# 9월 22일
9월 22일은 그레고리력으로 265번째(윤년일 경우 266번째) 날에 해당한다.

## 사건
- 기원전 480년 - 살라미스 해전: 테미스토클레스의 그리스 연합 함대가 크세르크세스 1세의 페르시아 함대를 격파하다.
- 66년 - 네로 황제가 로마 군대 아이 이탈리카 군 설치.
- 1503년 - 교황 비오 3세, 215대 로마 교황으로 취임.
- 1862년 - 에이브러햄 링컨 미국 대통령, '노예해방 예비선언’ 발표.
- 1908년 - 불가리아 독립
- 1937년 - 중화민국에서 국민당과 공산당 사이에 제2차 국공합작이 성립되다.
- 1948년 - 대한민국 친일파 단죄를 위한 반민족행위처벌법 공포.
- 1949년 - 대한민국 국회, 반민족행위특별조사위원회(약칭 반민특위) 폐지법안 제출.
- 1960년 - 말리가 말리 연방으로부터 독립하다.
- 1964년 - 대한민국 군사원조단 140명 최초로 베트남 도착.
- 1965년 - 국제 연합 안전보장이사회는 만장일치로 인도-파키스탄 전쟁의 무조건적 사격 중지를 요구하는 해결책을 통과.
- 1966년
  - 국회의원 김두한이 사카린 밀수사건에 대한 항의로 정일권 국무총리 이하 국무위원들에게 오물을 투척한 이른바 국회 오물투척사건이 터짐.
  - 베트남 전쟁: 백마부대 지휘부 베트남 닌호아 도착.
- 1971년 - 대한민국과 조선민주주의인민공화국, 판문점에 남북직통전화 개설.
- 1975년 - 대한민국, 민방위대 창설.
- 1977년 - 대한민국 정부, 소비자보호기본법 제정.
- 1980년 - 이라크가 이란을 침공하여 이라크·이란 전쟁이 시작되었다. 국경지대 유전 장악을 둘러싼 전쟁이었다.
- 1983년 - 대구 미국문화원 폭발 사건 발생.
- 2000년 - 대한민국 정부, 금융구조조정 촉진 위해 공적자금 40조 추가조성안 발표.
- 2019년 - 태풍 17호 타파 상륙

## 문화
- 1792년 - 프랑스 공화당 달력의 신 기원, 새로 선언된 프랑스 제1공화정의 첫 번째 기념일이 되다.
- 1827년 - 후기 성도 운동 창시자 조셉 스미스 주니어가 고대 미대륙의 주민들이 예수 그리스도의 복음에 대해 기록한 금판을 찾았다고 전해짐. 이는 예수 그리스도 후기 성도 교회의 경전인 몰몬경의 시초.
- 1869년 - 독일 작곡자 리하르트 바그너가 지은 니벨룽겐의 반지의 4개 오페라의 첫째인 라인의 황금이 뮌헨에서 처음으로 연주되다.
- 1965년 - 대한민국의 4대 일간지 중앙일보 창간
- 1982년 - 전자신문 창간
- 1985년 - 삼성 라이온즈가 통합우승으로 통산 1번째 우승을 달성하였다.

## 탄생
- 1515년 - 잉글랜드의 헨리 8세의 4번째 왕비 클리브즈의 앤. (~1557년)
- 1601년 - 루이 13세의 왕비, 루이 14세의 모후 스페인의 아나. (~1666년)
- 1791년 - 영국의 물리학자 마이클 패러데이. (~1867년)
- 1905년 - 대한민국의 시인 김광섭. (~1977년)
- 1918년 - 독일의 저항운동가 한스 숄. (~1943년)
- 1920년 - 미국의 야구 선수 밥 레몬. (~2000년)
- 1927년 - 미국의 야구 선수 토미 라소다. (~2021년)
- 1930년 - 미국의 가수 조니 제임스. (~2022년)
- 1933년 - 미국의 배우 로버트 바나스. (~2024년)
- 1936년 - 독일의 배우 로거 프리츠. (~2021년)
- 1940년 - 덴마크의 배우 아나 카리나. (~2019년)
- 1941년 - 프랑스의 가수 카트린 리베이로. (~2024년)
- 1945년 - 세르비아의 축구 선수 일리야 페트코비치. (~2020년)
- 1953년
  - 프랑스의 정치인 세골렌 루아얄.
  - 미국의 외교관 캐슬린 스티븐스.
- 1954년 - 대한민국의 언론인 송희영.
- 1958년
  - 대한민국의 언론인 김창옥.
  - 이탈리아의 테너 가수 안드레아 보첼리.
- 1959년
  - 대한민국의 언론인, 소설가, 극작가, 수필가, 국어학자 고종석.
  - 대한민국의 시인 이문재.
- 1964년 - 대한민국의 희극인 김미화.
- 1966년 - 대한민국의 배우 김유석.
- 1967년
  - 일본의 언론인 고토 겐지. (~2015년)
  - 미국의 성우 미셸 러프.
  - 일본의 배우 오가타 나오토.
- 1968년 - 대한민국의 펜싱 선수 장태석.
- 1969년 - 튀르키예의 정치인 얄츤 아크도안.
- 1970년
  - 프랑스의 전 축구 선수 에마뉘엘 프티.
  - 잉글랜드의 배우 루퍼트 펜리존스.
  - 대한민국의 배우 여재구. (~2007년)
- 1972년 - 대한민국의 대학교수 정승훈.
- 1973년
  - 중화인민공화국의 피겨 스케이팅 선수 자오훙보.
  - 대한민국의 전 야구 선수 차명주.
  - 대한민국의 가수, 배우 유채영. (~2014년)
- 1974년 - 미국의 종합격투기 선수 밥 샙.
- 1975년 - 대한민국의 배드민턴 선수 김동문.
- 1977년 - 대한민국의 배우 김용민.
- 1979년
  - 대한민국의 가수 겸 뮤지컬 배우 이혜경.
  - 대한민국의 전 축구 선수 전상욱.
  - 대한민국의 배우 민성욱.
- 1980년 - 스웨덴의 골프 선수 미카엘라 파름리드.
- 1981년
  - 일본의 가수 시부타니 스바루.
  - 투르크메니스탄의 제3대 대통령 세르다르 베르디무하메도프.
- 1982년
  - 대한민국의 모델 이송정.
  - 대한민국의 모델 김효진.
  - 네덜란드의 축구 선수 마르턴 스테켈렌뷔르흐.
  - 잉글랜드의 배우 및 가수 빌리 파이퍼.
- 1983년
  - 대한민국의 전 수영 선수 조희연.
  - 대한민국의 가수 계피.
- 1984년
  - 대한민국의 야구 캐스터 정용검.
  - 대한민국의 가수 범키.
  - 중화민국의 배우 고이상. (~2019년)
  - 브라질의 축구 선수 치아구 시우바.
  - 대한민국의 아나운서 이인경.
- 1985년
  - 일본의 삽화가 Abec.
  - 캐나다의 배우 타티아나 마슬라니.
  - 스코틀랜드의 전 축구 선수 제이미 매키.
  - 미국의 펜싱 선수 제임스 레이먼 윌리엄스.
- 1986년
  - 대한민국의 야구 선수 박현준.
  - 일본의 성우 야하기 사유리.
- 1987년
  - 대한민국의 모델, 디자이너 강승현.
  - 대한민국의 아이스하키 선수 한수진.
  - 대한민국의 축구 선수 김민섭.
  - 잉글랜드의 배우 톰 펠튼.
- 1988년
  - 대한민국의 야구 선수 김재환.
  - 대한민국의 싱어송라이터, 음악 프로듀서 이든.
- 1989년
  - 대한민국의 가수 효연 (소녀시대).
  - 대한민국의 필라테스 강사, 방송인 양정원.
  - 대한민국의 트로트 가수 이아영.
  - 대한민국의 축구 선수 김태호.
- 1990년
  - 대한민국의 모델, 인터넷 방송인 나리땽.
  - 일본의 전 축구 선수 구라타 고헤이.
  - 일본의 유도 선수 야마베 가나에.
- 1991년 - 대한민국의 농구 선수 두경민.
- 1992년
  - 대한민국의 전직 카트라이더 프로게이머 이은택.
  - 미국의 배우, 작가 로런 패튼.
- 1993년
  - 대한민국의 가수 탑현.
  - 대한민국의 야구 선수 황윤호.
  - 대한민국의 씨름 선수 박정우.
- 1994년
  - 대한민국의 전 가수 홍유경 (에이핑크).
  - 대한민국의 가수 진영 (GOT7).
  - 사우디아라비아의 축구 선수 모하메드 칸노.
  - 대한민국의 가수 블라세.
- 1995년 - 대한민국의 가수 나연 (트와이스).
- 1996년 - 대한민국의 미스코리아 출신 기자 이연제. (~2023년)
- 1997년
  - 대한민국의 배우 김이경.
  - 대한민국의 배우 안정훈.
- 1998년
  - 대한민국의 축구 선수 김동현.
  - 카자흐스탄의 스피드 스케이팅 선수 나데즈다 모로조바.
- 1999년
  - 대한민국의 배우 김유정.
  - 대한민국의 가수 김요한 (위아이).
  - 러시아 태생 아제르바이잔의 태권도 선수 가슴 마고메도프.
- 2000년
  - 대한민국의 가수 승민 (Stray Kids).
  - 대한민국의 배우 송채윤.
- 2001년
  - 대한민국의 리그 오브 레전드 프로게이머 캐치.
  - 중국의 래퍼 레타.
  - 일본의 배우 타카하시 히카루.
- 2002년 - 대한민국의 바둑 기사 김상인.
- 2004년 - 대한민국의 배우 구승현.
- 2011년 - 대한민국의 배우 박다연.

### 미상
- 대한민국의 가수, 음악 프로듀서 yammo.
- 대한민국의 가수 서나.
- 대한민국의 헤어디자이너 이보슬.
- 대한민국의 아나운서 김성.
- 대한민국의 가수 이오.

## 사망
- 687년 - 제83대 로마의 교황 교황 코논. (633년~)
- 855년 - 신성 로마 제국의 황제 로타리우스 1세. (795년~)
- 1774년 - 249대 로마의 교황 교황 클레멘스 14세. (1705년~)
- 1839년 - 조선의 가톨릭 순교자 정하상. (1795년~)
- 1948년 - 독일 황제 아달베르트 폰 프로이센 왕자. (1884년~)
- 1949년 - 조선민주주의인민공화국의 건국 참여자 김정숙. (1917년~)
- 1999년 - 대한민국의 영화감독 한형모. (1917년~)
- 2007년 - 프랑스의 배우 마르셀 마르소. (1923년~)
- 2011년 - 대한민국의 출판인, 영어교육자, 송성문. (1931년~)
- 2015년 - 미국의 야구인 요기 베라. (1925년~)
- 2017년 - 대한민국의 언론인 신우식. (1934년~)
- 2020년
  - 대한민국의 기초의회의원 박금래. (1949년~)
  - 조선민주주의인민공화국의 정치인 전희정. (1930년~)
  - 독일의 영화배우 미하엘 그비스데크. (1942년~)
  - 미국의 프로레슬링 선수 로드 워리어 애니멀. (1960년~)
- 2021년
  - 남아프리카공화국의 영화 감독 로저 미첼. (1956년~)
  - 알제리의 정치인 압델카데르 벤살라. (1941년~)
  - 에스토니아의 해머던지기 선수 위리 탐. (1957년~)
- 2022년 - 영국의 소설가 힐러리 맨텔. (1952년~)
- 2023년
  - 이탈리아의 제11대 대통령 조르조 나폴리타노. (1925년~)
  - 이탈리아의 축구인 조반니 로데티. (1942년~)
- 2024년
  - 대한민국의 정치인 박희부. (1938년~)
  - 대한민국의 사회운동가 장기표. (1945년~)
  - 미국의 문학평론가 프레드릭 제임슨. (1934년~)

## 기념일
- 추석 - 1991년, 2010년, 2029년, 2048년, 2086년
- 원 웹 데이(OneWebDay): 인터넷에 접할 수 있는 기회를 기념하고 유지 관리의 중요성에 대한 인식을 제고하는 세계적인 이벤트. 2006년 시작됨.
- 세계 차 없는 날(World Car-Free Day)

## 같이 보기
- 전날: 9월 21일 다음날: 9월 23일 - 전달: 8월 22일 다음달: 10월 22일
- 음력: 9월 22일
- 모두 보기